# Il capitale nel XXI secolo
Il capitale nel XXI secolo è un libro di economia politica, scritto da Thomas Piketty e pubblicato in Francia dalle Éditions du Seuil nel 2013.

## Contenuti
Il libro mostra come l'evoluzione della disuguaglianza dei redditi, della ricchezza, e del rapporto capitale sul reddito, nei paesi sviluppati, segua una curva a forma di U e come i livelli di disuguaglianza raggiunti all'inizio del XXI secolo siano simili a quelli della Belle Époque.
Questi risultati mettono in discussione la curva di Kuznets, formulata nel 1950 da Simon Kuznets, che sottende l'ipotesi secondo cui lo sviluppo economico sarebbe accompagnato, in modo meccanico, da un calo nella disparità di reddito. Secondo Thomas Piketty, al contrario, il capitalismo è caratterizzato da potenti forze intrinseche di divergenza, basate sulla disuguaglianza r > g (rendimento sul capitale > tasso di crescita economica). L'idea è che, in una società che cresce poco, la ricchezza passata acquisisce una crescente importanza e tende naturalmente all'accumulo nelle mani di pochi.
La prima metà del '900 fu un'eccezione storica, nella quale per la prima volta nella storia del capitalismo la disuguaglianza fu invertita in r < g. Di conseguenza, le ricchezze accumulate negli anni precedenti perdevano importanza molto velocemente mano a mano che l'industrializzazione aumentava vertiginosamente la produttività e quindi l'ammontare di nuove ricchezze prodotte. Piketty suggerisce diverse misure politiche per limitare l'aumento della disuguaglianza tra cui, in particolare, la creazione di una tassa globale sul capitale fortemente progressiva, accompagnata da una maggiore trasparenza finanziaria mondiale.

## Ricezione
L'opera ha ottenuto grande successo di vendita, dapprima in Francia, poi soprattutto negli Stati Uniti, dove, in poche settimane, è divenuto un best seller. Ha ricevuto un'accoglienza critica generalmente favorevole, soprattutto dopo la sua traduzione in inglese pubblicata nel 2014.

## Critica
Il libro ha subito critiche, sia perché diversi dati inseriti nel libro sarebbero errati, che per degli errori concettuali e per dei ragionamenti empirici che vi sarebbero, nonché perché alcuni dati usati smentirebbero le tesi espresse dallo stesso Piketty.
Bill Gates, pur manifestando apprezzamento per le conclusioni dell'opera, critica la mancanza dell'aspetto del consumo. L'avvocato Shi-Ling Hsu critica il fatto che al trattato sfugga un pezzo importante nella distribuzione della ricchezza dovuto al ruolo della legge, in particolare nei tempi di pace, quando prosperano meccanismi giuridici protezionistici dei capitali.

## Edizioni
- Thomas Piketty, Il capitale nel XXI secolo, Bompiani, 2014, ISBN 978-8845297458.
- Thomas Piketty, Capital in the Twenty-First Century, Harvard University Press, 2014, ISBN 9780674430006.
- Thomas Piketty, Le Capital au XXIe siècle, Éditions du Seuil, 2013, ISBN 9782021082289.